# 이상만 (1939년)
이상만(1939년 4월 2일~2011년 6월 23일)은 대한민국의 정치인이다. 제15대 국회의원을 지냈다.

## 역대 선거 결과
|  | 48.92% |

|  | 11.15% |

|  | 2.47% |